# Lecointea marcano-bertii
Lecointea marcano-bertii là một loài thực vật có hoa trong họ Đậu. Loài này được Barneby miêu tả khoa học đầu tiên năm 1989.